# ایکسن
ایکسن (به آلمانی: Eixen) یک شهر در آلمان است که در فرپومرن-روگن واقع شده‌است. ایکسن ۸۹۰ نفر جمعیت دارد.